# Kinh tế học bất động sản
Kinh tế học bất động sản (tiếng Anh: real estate economics) là một phân nhánh của Kinh tế học chuyên nghiên cứu và giảng dạy về bất động sản. Nó giải thích, mô tả và dự đoán các biến động và tương tác của giá, cung và cầu của bất động sản. Nó rất gần với nhánh khác của kinh tế là Kinh tế học nhà ở (là phân nhánh chuyên tập trung vào thị trường nhà ở gia đình). Trong khi đó Kinh tế học bất động sản đặt trọng tâm vào bất động sản kinh doanh và công nghiệp.